# Релігія в Європейському Союзі
Найбільшою релігією в ЄС є християнство, яке становить 71,6 % населення ЄС. До менших релігій належать іслам, буддизм, юдаїзм, індуїзм та деякі східноазійські релігії, найбільш зосереджені в Німеччині, Британії та Франції.

## Релігійна приналежність
| Регіон                                 | Католики | Православні | Протестанти | Інші християни | Християни загалом | Не віруючі / Агностики | Атеїсти | Мусульмани |
| -------------------------------------- | -------- | ----------- | ----------- | -------------- | ----------------- | ---------------------- | ------- | ---------- |
| Австрія                                | 66,5 %   | 2,2 %       | 7,2 %       | 1,9 %          | 77,8 %            | 15,4 %                 | 4,1 %   | 1,5 %      |
| Бельгія                                | 52,9 %   | 1,6 %       | 2,1 %       | 4,1 %          | 60,7 %            | 17,1 %                 | 14,9 %  | 5,2 %      |
| Болгарія                               | 1,6 %    | 83,3 %      | 0,1 %       | 0,8 %          | 85,8 %            | 3,3 %                  | 2,3 %   | 7,7 %      |
| Кіпр                                   | 1,3 %    | 96,3 %      | 0,0 %       | 0,8 %          | 98,4 %            | 1,1 %                  | 0,5 %   | 0,0 %      |
| Хорватія                               | 84,2 %   | 2,3 %       | 0,2 %       | 0,0 %          | 86,7 %            | 6,6 %                  | 3,6 %   | 1,3 %      |
| Чехія                                  | 27,1 %   | 0,2 %       | 1,0 %       | 3,2 %          | 31,5 %            | 38,6 %                 | 25,8 %  | 0,0 %      |
| Данія                                  | 1,2 %    | 2,2 %       | 60,0 %      | 8,8 %          | 72,2 %            | 12,5 %                 | 13,2 %  | 0,8 %      |
| Естонія                                | 2,8 %    | 23,2 %      | 9,0 %       | 23,6 %         | 58,6 %            | 16,6 %                 | 22,2 %  | 0,2 %      |
| Фінляндія                              | 0,1 %    | 2,0 %       | 69,7 %      | 7,4 %          | 79,2 %            | 12,7 %                 | 6,5 %   | 0,5 %      |
| Франція                                | 47,8 %   | 0,6 %       | 1,8 %       | 4,1 %          | 54,3 %            | 17,6 %                 | 22,8 %  | 3,3 %      |
| Німеччина                              | 31,1 %   | 0,9 %       | 33,1 %      | 7,5 %          | 72,6 %            | 10,7 %                 | 12,8 %  | 2,2 %      |
| Греція                                 | 0,4 %    | 92,9 %      | 0,1 %       | 1,0 %          | 94,4 %            | 1,9 %                  | 1,6 %   | 1,2 %      |
| Угорщина                               | 60,3 %   | 1,1 %       | 5,1 %       | 8,1 %          | 74,6 %            | 18,5 %                 | 2,7 %   | 0,3 %      |
| Ірландія                               | 80,7 %   | 0,7 %       | 1,8 %       | 4,3 %          | 87,5 %            | 5,8 %                  | 4,6 %   | 0,8 %      |
| Італія                                 | 77,8 %   | 4,9 %       | 0,6 %       | 1,3 %          | 84,6 %            | 8,1 %                  | 4,3 %   | 0,1 %      |
| Латвія                                 | 26,2 %   | 24,0 %      | 16,6 %      | 9,9 %          | 76,7 %            | 17,3 %                 | 4,7 %   | 1,2 %      |
| Литва                                  | 87,7 %   | 3,6 %       | 0,5 %       | 0,9 %          | 92,7 %            | 4,2 %                  | 2,6 %   | 0,0 %      |
| Люксембург                             | 64,8 %   | 3,5 %       | 3,6 %       | 0,7 %          | 69,8 %            | 11,2 %                 | 10,3 %  | 2,1 %      |
| Мальта                                 | 95,0 %   | 0,3 %       | 0,2 %       | 0,4 %          | 95,9 %            | 1,1 %                  | 3,0 %   | 0,0 %      |
| Нідерланди                             | 21,9 %   | 1,9 %       | 17,8 %      | 6,2 %          | 47,8 %            | 39,6 %                 | 9,2 %   | 1,4 %      |
| Польща                                 | 90,7 %   | 0,2 %       | 1,0 %       | 0,4 %          | 92,3 %            | 2,2 %                  | 3,6 %   | 0,2 %      |
| Португалія                             | 85,8 %   | 0,2 %       | 1,1 %       | 1,6 %          | 88,7 %            | 8,2 %                  | 2,3 %   | 0,1 %      |
| Румунія                                | 5,3 %    | 89,9 %      | 3,4 %       | 1,0 %          | 99,6 %            | 0,2 %                  | 0,1 %   | 0,1 %      |
| Словаччина                             | 73,1 %   | 2,2 %       | 6,2 %       | 2,2 %          | 83,7 %            | 5,0 %                  | 7,4 %   | 0,0 %      |
| Словенія                               | 66,6 %   | 0,9 %       | 1,5 %       | 0,2 %          | 69,2 %            | 6,6 %                  | 16,5 %  | 2,7 %      |
| Іспанія                                | 64,2 %   | 1,4 %       | 0,8 %       | 2,2 %          | 68,6 %            | 17,0 %                 | 10,9 %  | 0,6 %      |
| Швеція                                 | 1,6 %    | 0,9 %       | 36,5 %      | 8,6 %          | 47,6 %            | 31,0 %                 | 19,0 %  | 1,2 %      |
| Велика Британія без Північної Ірландії | 12,7 %   | 9,6 %       | 14,7 %      | 19,2 %         | 56,2 %            | 20,6 %                 | 11,8 %  | 4,7 %      |
| Велика Британія (Північна Ірландія)    | 33,3 %   | 1,3 %       | 14,7 %      | 42,4 %         | 91,7 %            | 7,6 %                  | 2,4 %   | 0,7 %      |
| Європейський Союз                      | 45,3 %   | 9,6 %       | 11,1 %      | 5,6 %          | 71,6 %            | 13,6 %                 | 10,4 %  | 1,8 %      |

## Релігія в Австрії
Серед релігій в Австрії найбільш поширеною є католицизм. Всього в Австрії проживає 8,1 млн осіб, серед яких 73,6 % є католики, а 4,7 % населення відносяться до протестантів (лютеран). З 2001 року число прихожан до церкви почало йти на спад. Більшість лютеранців проживають на півдні Австрії, в Каринтії. Також в країні існують малі групи п'ятидесятників, протестанів-методистів та інші конфесії. Також існують Свідки Єгови. Тим часом кількість мусульман завдяки міграції з Туреччини збільшилася до 4,2 %. За деяким даними, кількість мусульман в Австрії становить близько 400 тисяч осіб. Серед релігійних меншин в Австрії представленні індуїсти, буддисти, юдеї і православні. Частина атеїстів у країні становить 17,1 %.

## Релігія в Бельгії
У Бельгії проживає близько 11 млн осіб, серед яких 75 % є католиками. Але прихожанами є лише 8 % населення. У Брабанті та Генті здебільшого живуть протестанти, яких нараховується близько 70 тисяч. Офіційно визнані також іслам, англіканство та православ'я. Іслам є другою за поширенням релігією в Бельгії. За різними оцінками близько 550 тисяч осіб є мусульманами, що дорівнює 6 % всього населення країни. Найбільша концентрація мусульман є в Брюсселі (близько 22 %). Також у Бельгії проживають близько 40 тисяч юдеїв.

## Релігії в Болгарії
В Болгарії головною релігією є православ'я, близько 85 % всього населення. Всього в Болгарії проживає 9 млн осіб. Протестанти (1,2 % населення) представленні в Болгарії штундами, свідками Єгови, баптистами тощо. Католики становлять 0,85 % населення. Щодо Вірменської апостольської церкви, то перша церква з'явилася в 1871 році. Побудовано 10 храмів. Зараз в Софії будується Кафедральний собор. Мусульмани становлять 10 % населення, що поділяються на дві гілки: суніти і шиїти. Також присутній юдаїзм.

## Релігії в Греції
Більшість вірян належать до Елладської православної церкви, яка керується синодом столичних єпископів, що керується Архиєпископом Афін. Православ'я в Греції згідно з конституцією є державною релігією. До 1975 року всі релігії, крім православ'я, каралися законом. Серед послідовників інших релігій є мусульмани — 230 тисяч осіб, католики — 58 тис. осіб, протестанти — 40 тис. осіб, юдеї — 5 тисяч осіб. Протестанти, своєю чергою, діляться на реформаторів, лютеран та п'ятидесятників. Хоча, православна церква веде монополію в країні, але там існують і послідовники традиційної релігії (грецького язичництва), яку дискримінують зі сторони влади і православної церкви. Так, наприклад, в Греції заборонена кремація, що є частиною обрядів еллінів.

## Релігії у Данії
Найбільш відомою релігією в Данії є Євангельська лютеранська церква Данського народу, яка має статус державної релігії, себто головною релігією є протестантизм. З усім тим у Данії проживають представники й інших релігійних конфесій. Завдяки міграціям 80-х та 90-х років XX століття іслам став другою релігією за кількістю віруючих. Данія третя країна в світі за кількістю атеїстів, саме тому данці не є дуже релігійні. Католицизм сповідують лише 0,6 % населення Данії. В Данії проживають близько 20 тисяч буддистів. Також є 500 зареєстрованих представників дохристиянських данських вірувань.

## Релігії в Естонії
За результатами опитування Eurobarometer в 2005 році, 16 % естонців вірять в існування Бога, 54 % жителів країни відповіли, що не вірять в Бога, але думають, що є якісь вищі сили, а 26 % стверджували, що не вірять ні в Бога, ні в вищі сили. Саме тому Естонія є найбільш нерелігійною країною серед держав Європейського Союзу. Менше третини населення країни вважають себе віруючими, більшість з яких лютерани. А російська меншість визнає православ'я. Також існують деякі менші релігійні групи — юдеї і буддисти. Коли Естонія перебувала в Радянському Союзі, релігія всякими способами заборонялася і знищувалася. З 1946 по 1982 роки було суворо заборонено друкувати релігійну літературу.

## Релігії в Ірландії
Основною релігією є католицизм латинського обряду. В XVII столітті поселенці з Великої Британії розпочали формувати в Ірландії протестантську громаду. Згодом число протестантів перевищило кількість католиків в північно-східних графствах. Близько 3,1 млн осіб становлять римо-католики. Також існує Церква Ірландії, яка виникла в XX столітті і зараз становить 125 тисяч осіб. В Ірландії ще сповідують мусульманство — 32 тис. осіб, православ'я — 20 тис. осіб, буддизм, конфуціанство, друїдизм тощо.

## Релігії в Іспанії
Понад 90 % населення становлять християни, 6 % мусульмани, а 1 % юдеї. В середньовіччі, коли Іспанія була зайнята маврами, мусульманство було дуже поширене. Також присутні малі релігійні організації, такі як буддизм, конфуціанство, протестантизм тощо.

## Релігії в Італії
Згідно з опитуванням Eurobarometer, 74 % італійців вірять в Бога. Серед християн найбільш поширеними є римо-католики, Асамблея Бога в Італії, православ'я, а також протестанти(лютерани, баптисти, п'ятидесятники), крім того, популярними є і Свідки Єгови — 430 тис. прихожан. Католицькі прихожани становлять 97 % всього населення Італії, з яких 38 % є активними прихожанами. В Італії є три школи буддизму, які складають Італійський Буддистський Союз, що зародився в Мілані в 1985 році. Але уряд Італії довгий час не визнавали його.
В дохристиянський час на території Римської держави вірили в богів та переслідували християн (у I ст. нашої ери).

## Релігії у Кіпрі
Більшість населення Кіпру складають етнічні греки, які сповідують православне християнство, а етнічні турки сповідують іслам. Кіпрська православна церква визнана як державна церква і грає визначну роль в культурному і політичному житті країни. Представленні також вірменська, католицька, маронітська церква, а крім того, юдаїзм.

## Релігії в Латвії
Більшість громадян Латвії є парафіянами Лютеранської Церкви. Також у Латвії поширений католицизм і зростає кількість православних (переважно за рахунок росіян).

## Релігії в Литві
Згідно з переписом 2001 р., 79 % литовців належали до римо-католицької церкви.[3] Литва була історичною батьківщиною до значної єврейської громади та важливим центром єврейської ученості і культури XVIII століття, поки громада, що налічувала близько 160 000 осіб до Другої світової війни, не була майже повністю знищена за часів Голокосту.[4][5] Основні результати Перепису 2001 року по релігії такі: Римо-католицька церква — 79,0 % (275 2000) Православні — 4,1 % (142 000) Православні (старообрядці) — 0,8 % (27 100) Лютерани — 0,6 % (19 600) . 6,1 % населення є невіруючими. Інші релігії — 0,3 % (11 тис.). Реформатська церква — 0,2 % (7 100) Свідки Єгови — 0,1 % (3 500) Юдаїзм — 0,1 % (3400) мусульмани-суніти — 0,1 % (2 900) Харизмати — 0,06 % (2 200) П'ятидесятники — 0,04 % (1 300) Стара релігія Балтії — 0,04 % (1 300). 6,1 % є не віруючими.

## Релігії в Люксембурзі
Серед віруючих переважають католики, хоча є і протестанти.

## Релігії в Мальта
Домінуюча релігія — католицизм — 97,3 % населення. Також присутній протестантизм.

## Релігії в Нідерландах
33 % населення Королівства Нідерландів є протестантами. Найбільша протестантська релігійна організація — це Протестантська церква Нідерландів. 31,2 % становлять католики, 6 % мусульмани та інші релігійні групи, такі як православні, юдеї, буддисти тощо.

## Релігії у Німеччині
Свобода віросповідання гарантована німецькою Конституцією. Більшість німців є християнами: католики становлять 32,4 % населення, лютерани — 32 %, а православні — 1,14 %. Невелика частина християн належить до баптистів, методистів тощо. Частину віруючих становлять мусульмани — 5 % населення. Близько 0,2 % Свідків Єгови. Хрещенником Німеччини вважають святого Боніфація. Саме під час франків була охрещена Німеччина. На початку XVI століття розпочалася реформація церкви, яка базувалася на вченнях Мартіна Лютера. Після Тридцятирічної війни Німеччина розділилася на католицькі і протестантські райони. Також в Німеччині сповідують буддизм, юдаїзм та конфуціанство.

## Релігії в Польщі
Релігія в Польщі грає визначну роль. Християнство в країні закріпилось в X столітті. Переважна кількість вірян — римо-католики. Також є греко-католики (понад 200 тис.) і невелика група вірмено-католиків. Існують церкви, що відділилися від Римо-католицької церкви: Старокатолицька церква маріавітів (25 тис.), Католицька церква маріавітів (4 тис.) Польська православна церква за числом вірян посідає друге місце (близько 500 тис.) В окремих мазурських і білостоцьких селах живуть старообрядці (пилипони, філіпони), предки яких емігрували сюди в XVII столітті з Росії, рятуючись від релігійних переслідувань. Є також представники протестантських течій і сект: Євангелійна аугсбургська (лютеранська) церква (75 тис.). Окрім німців, до неї належать мазури та частина вірян Цєшинської Силезії і Лодзі; Об'єднана євангелійна церква (10 тис.); адвентисти сьомого дня; баптисти; реформатори; методисти; п'ятидесятники (послідовники п'ятидесятних Асамблей Бога, знані в Польщі, як зєльоносьвянковці); мормони; Свідки Єгови (130 тис.) Із нехристиян у країні найбільш представлені караїми, мусульмани та юдеї.

## Релігії в Португалії
Португалія є світською державою — «secular state» (хоча ще до середини XIX століття так не вважалося). Церква і держава офіційно розділені від часу португальської Першої республіки (1910—1926), а потім знову підтверджено це в Конституції Португалії 1976 року. Окрім Конституції, існують ще два найважливіших документи, що стосуються релігійної свободи — Закон про свободу віросповідання 2001 року та «Concordata» від 1940 року (з поправками 1971 року) між Португалією та Святим Престолом. Загалом, португальське суспільство є римо-католицьке — 84,5 % населення, а 2,2 % є послідовниками інших християнських конфесій. У країні є невеликі громади протестантів, моронів, мусульман, індуїстів, сикхів, православних, бахаїстів, буддистів та гебреїв. Загалом цифри прихильників різних віровчень становлять (в дужках неофіційні дані): Католики — 84,53 % (92,93 %) Православні — 0,20 % (0,22 %) Протестанти — 0,56 % (0,61 %) Інші християнські релігії — 1,41 % (1,55 %) Юдеї — 0,02 % (0,02 %) Мусульмани — 0,14 % (0,15 %) Інші не християнські релігії — 0,16 % (0,18 %) Атеїсти — 3,84 % (4,33 %) В Португалії є військовий ординаріат і 17 єпархій, причому згруповані вони у три церковних провінції під головуванням патріархату в Лісабоні і патріархату в Бразі і Евора, які опікуються 7 353 548 католиками країни. Попри зниження релігійності в молодшого і міського населення, католицька релігія, як і раніше знакова для португальців, укорінившись в їхніх традиціях і культурі. Більшість мешканців країни й надалі декларують відданість своїм традиціям та звичаям, а тому й своїй церкві, а ця відданість виражається, окрім побутових моментів (найменням своїх дітей на честь святих), щоденних молитов до святочної ходи, фестивалів і паломництва. Вони почитають свого святого «Санто-Антоніо-де-Lisboa», в простонароді Святого Антонія Лісабонського, а з 1917 року по всій країні поширився культ Божої Матері в Фатімі. Загалом всі релігійні питання в країні регламентуються на основі «Concordata» між Португалією та Святим Престолом і «Законом про свободу віросповідання», який встановлює принципи, індивідуальних та колективних прав, статусу церков і релігійних громад країни та діяння «Комісії з питань свободи віросповідання», форм співпраці між державою і релігійних громад, а також застереження щодо впровадження Закону зі сторони католицької церкви (вважається, що це певний протекціонізм для римо-католицької церкви). Особливістю португальського суспільства є наявність в установах початкових і середніх державних шкіл дисциплін римо-католицького релігійного й морального виховання дітей, які є обов'язковими в усій країні. Зареєстровані релігійні громади можуть просити дозвіл на викладання цього курсу згідно зі своїми традиціями, але для цього потрібна мінімальна кількість слухачів, тоді як для католицької церкви такої вимоги немає.

## Релігії в Румунії
Найбільшою релігійною організацією в Румунії є православна церква. Близько 86,7 % населення віднесли себе до православних. Більшість належить до Румунської православної церкви. 4,7 % віруючих є католиками латинського обряду, 0,9 % — греко-католики і 6,5 % — протестантів. 67 500 осіб, етнічні турки, що проживають в районі Добруджі, віднесли себе до мусульман. 6179 осіб сповідують індуїзм, а 23 000 є атеїстами. В Румунії є свобода віросповідання, яка затверджена Конституцією.

## Релігії в Словаччині
В цілому Словаччина є доволі релігійною країною. Більшість населення Словаччини — католики (69 % населення), наступною за величиною парафією є протестанти, які становлять 11 % віруючих. Вони своєю чергою поділяються на лютеран (словаки) і реформатори (угорці). Також є греко-католики, що становлять 4 % населення, і 1 % православних.

## Релігії в Словенії
Згідно з переписом 2002 року, католики становлять 57,8 % всього населення, православні — 2,8 %, мусульмани — 2,4 % і 0,8 % протестантів. В більшості випадків протестанти це баптисти, п'ятидесятники, адвентисти тощо.

## Релігії в Угорщині
Найбільш поширеною релігією в Угорщині є католицизм. За опитуванням 2001 року католиками себе вважають 54,5 % населення країни. Більшість з них належать до римо-католиків, лише 2,6 % віруючих належать до греко-католиків. Протестантів в країні налічується близько 19 %, здебільшого це кальвіністи та лютерани. Також є релігійні меншини — православні (серби, українці, росіяни, румуни), мусульмани, юдеї. Разом на них відводиться лише 0,5 % віруючих. 14,5 % є атеїстами. Католицька церква в країні включає в себе 4 архиєпархії — митрополії і 9 єпархій (одна з них візантійського обряду) . Зараз титул примаса Угорщини належить кардиналу Петеру Ерде. В Угорщині організований військовий ординаріат, призначений для опіки військовослужбовців-католиків (14 священників). Абатство Паннонхалма має статус незалежного територіального абатства. Угорська греко-католицька церква складається з двох незалежних структур — єпархії Хайдудорога, яка суффраганом стосовно митрополії Естергом — Будапешт і самостійного апостольського екзархату Мішкольц. У країні існує також невелика громада вірмен-католиків. Протестантизм з історичних причин поширений на сході країни (особливо в районі Дебрецена), де є найбільш численною релігією. Понад 90 % угорських протестантів — кальвіністи, є також лютерани, баптисти та інші.

## Релігії в Фінляндії
З 1923 року фінська конституція гарантує свободу віросповідання. Фінська євангельсько-лютеранська церква та Фінляндська православна церква мають статус національних церков. Вони мають особливі привілеї, вірні цих церков платять податки в розмірі 1 % або 2 % від доходів, з цих коштів церкви фінансують добродійну діяльність. 85 % фінів є вірними однієї з церков. 83 % належить до євангельської лютеранської церкви, 1,1 % — до православної церкви. 50 тисяч фінів — п'ятидесятники; 19 тисяч — свідки Єгови; католиків 8-10 тисяч, переважно з-поміж вихідців з інших країн; 3 тис. мормонів, 1,5 тисячі — юдеї. Тільки 2 % лютеран ходять до церкви щотижня, і 10 % щомісяця.

## Релігії в Франції
Майже все населення країни — католики. Але з огляду на історичні причини у Франції співіснують багато різних релігій. На другому місці — іслам. Його сповідують вихідці з країн Північної Африки, колишніх французьких колоній. Є також прибічники юдаїзму, православ'я, протестантизму та англіканства. Франція — світська країна, свобода совісті передбачена конституційним правом. Саме у Франції зародилася і розвинулася доктрина світськості (laïcité), відповідно до якої держава жорстко відокремлена від всіх релігійних організацій. Згідно з опитуванням, проведеним в 2005 році, 34 % французьких громадян заявили про те, що вони «вірять в існування Бога», 27 % відповіли, що «вірять в існування надприродних сил», і 33 % заявили, що вони атеїсти і не вірять в існування подібних сил. Згідно з опитуванням, проведеним в січні 2007 року, 51 % французів вважають себе католиками, 31 % визначають себе як агностики або атеїсти, 10 % заявили, що належать до інших релігійних течій або не мають думки із цього приводу, 4 % — мусульмани, 3 % — протестанти, 1 % — юдеї. За даними Le Monde, у Франції 5 мільйонів осіб симпатизує буддизму, але практикують цю релігію близько 600 000 осіб. З них 65 % практикують дзен-буддизм.

## Релігії в Хорватії
Найбільш поширеною релігією в Хорватії є католицизм, католиками за даними загальнонаціонального перепису 2011 вважають себе 3 697 143 людини або 86,28 % загального населення країни. Переважна більшість хорватського католицького населення належить до латинського обряду, до греко-католиків себе зарахувало 6219 осіб (0,14 %). Серед релігійних меншин — православні (головним чином, етнічні серби), мусульмани, протестанти (адвентисти, баптисти, методисти, кальвіністи, лютерани, п'ятидесятники та інші), свідки Єгови, юдеї. Число атеїстів і агностиків, згідно з даними перепису, 195 893 особи (4,57 %). Католицька церква в країні включає в себе 4 митрополії, одну архидієцезію і 9 єпархій (одна з них візантійського обряду). Примас Хорватії очолює архидієцезію-митрополію Загреба, столиці країни. Зараз титул примаса Хорватії належить кардиналу Йосипу Бозаніч. Архиєпархія-митрополія Спліт-Макарська включає в себе також і єпархію Котора в сусідній Чорногорії. Єдина греко-католицька єпархія з центром у місті Крижевцях становить Хорватську греко-католицька церква, чия юрисдикція поширюється також і на греко-католицькі парафії Боснії і Герцеговини. Переважна більшість православних парафій на території Хорватії належить до Загребсько-Люблінської митрополії Сербської православної церкви. Конституція країни гарантує свободу віросповідання. Католицька церква в країні не має статусу державної, хоча де-факто отримує суспільне фінансування і користується від держави низкою привілеїв. У державних школах існують уроки релігійного навчання, однак вони не обов'язкові до відвідування.

## Релігії в Чехії
Згідно з дослідженнями проекту Євробарометр, проведеними у 2005 році, лише 19 % опитаних повідомили, що вірять у Бога, 50 % вірять у якусь природну або духовну силу, і 30 % не вірять ні в що з цього. Згідно з переписом проведеним у 2001 році, 59 % громадян Чехії не відносять себе до будь-якої релігії чи церкви. Найбільша кількість віруючих — католики (26,8 % населення), переважна більшість з яких є римо-католиками і близько 7 тис. — греко-католиками. Католицтво прийшло до Чехії наприкінці X — на початку XI століття разом з німцями і латиницею. До комунізму в країні 95 % населення були віруючими католиками. Після комунізму католиків було 26 %. У 2012 році Уряд Чехії ухвалив рішення про виділення церковним структурам 59 млрд крон (3 млрд доларів або 2,3 мільярда євро) як компенсацію за націоналізацію комуністичним режимом церковного майна. Крім того, вирішено повернути конфісковане майно на суму ще в 75 млрд крон (менше 4 млрд доларів або близько 3 мільярди євро). Релігійні організації можуть розраховувати на повернення 30 тис. гектарів сільськогосподарських земель, 900 будівель, 120 житлових будинків, трьох монастирів, трьох замків і декількох сотень озер. Виплати планується виробляти протягом 17 років, а по завершенні перехідного періоду державна дотація церковних структур до 2030 року припиниться. Після гострих дебатів рішення схвалив парламент Чехії. Представники Баптистської церкви заявили, що відмовляться від компенсації Наступна за чисельністю група — протестанти (2.5 %)[3], які є вірними Чеськобратської церкви євангельської (1,15 %), Гуситської чехословацької церкви (0,97 %). Православна церква в Чехії налічує близько 23 тис. вірних (близько 0,2 %).

## Релігії в Швеції
До XI століття шведи сповідували норвезьке язичництво, поклоніння богам Асам, з центром у храмі в Уппсалі. Форма і розташування цього храму не документована, але він згадується в скандинавських Сагах і у Саксона Граматика в «Діянні данів» («Gesta Danorum»), а також описується Адамом Бременським. Ймовірно, язичницький храм (капище) було знищене королем Інгольдом (Інге I Старший) у 1087 році під час останньої відомої битви між язичниками й християнами. Хоча скандинавської міфології як окремої релігії не існувало після християнізації Скандинавії, віри в багатьох міфологічних істот, таких як Ніссе (швед. Tomte, «tomtar»), тролів і гномів, що жили довгий час у скандинавському фольклорі. З 2009 року існує невелике число практикуючих німецьких неоязичників (некомерційні організації), що відновили релігію і звичаї норвезького язичництва (швед. Forn Sed «Old Custom», Nordisk Sed «Nordic Custom»), в тому числі шведське язичництво (швед. Samfundet Forn Sed Sverige, Samfälligheten för Nordisk Sed). У Швеції є також представники буддизму та бахаїзму. Християнство прийшло на територію Швеції в X столітті завдяки просвітницькій діяльності святителя Ансґарія, котрий охрестив перших шведів. Католицтво існує в Швеції від часів християнізації Європи. Присутні представники як римо-католиків, так і греко-католиків. Загальна кількість їх понад 50 тисяч осіб, 2 % населення. Святий Ансґарій, котрий приніс в Швецію перші насіння християнства. Його постать та святі діла вшановують нероздільно шведські церкви — католицька, православна та лютеранська. Зараз чисельність православних віруючих підрахована в країні до 94 тисячі осіб, що становить близько 1 % населення Швеції. Значну частину складають серби, греки, румуни, росіяни. Є невеликі громади православних фінів, естонців, грузинів. Більша частина населення країни належить до Євангелічної лютеранської церкви Швеції, хоча спостерігається тенденція до зниження офіційних членів цієї християнської деномінації протестантів. Виникла у середньовіччю з середовища Католицької Церкви. Але є і представники деномінації Свідків Єгови, є 22 418 активних членів у Швеції (дані 2010 року). За даними експертів, на момент 2010 року в Швеції проживають від 250 до 450 тисяч мусульман, 4 % населення. Мечеті побудовані в багатьох великих містах країни. За даними експертів на момент 2010 рік в Швеції проживало понад 18 тисяч євреїв. Але варто зауважити різницю між євреями як національне походження серед юдеїв за віросповіданням, та євреїв сповідувачів інших релігій та атеїзму (відповідно Галахи). Отже, не кожен єврей сповідує юдаїзм. Деякі дослідження показали, що Швеція є однією з найбільш атеїстичних країн світу. Громадяни Швеції, котрі вірять у єдиного Господа Бога — 18 %; громадяни Швеції, котрі вірять у існування різних духів та «життєву силу» — 45 %; громадяни Швеції, котрі не вірять в жодну з попередніх концепцій — 34 %.